# USS Jeremiah Denton (DDG-129)
El USS Jeremiah Denton (DDG-129) será el 79.º destructor de la clase Arleigh Burke (Tramo III) de la Armada de los Estados Unidos. Recibió el nombre de Jeremiah Denton, un almirante y senador por Alaska caído prisionero de guerra en Vietnam del Norte entre 1965 y 1973 durante el conflicto.

## Construcción
Este buque fue ordenado el 27 de septiembre de 2018 al Bath Iron Works (de General Dynamics) de Bath, Maine.